# Сонячний телескоп імені Денієла Іноуї
20°42′17″ пн. ш. 156°10′36″ зх. д. / 20.704722222222° пн. ш. 156.17666666667° зх. д.

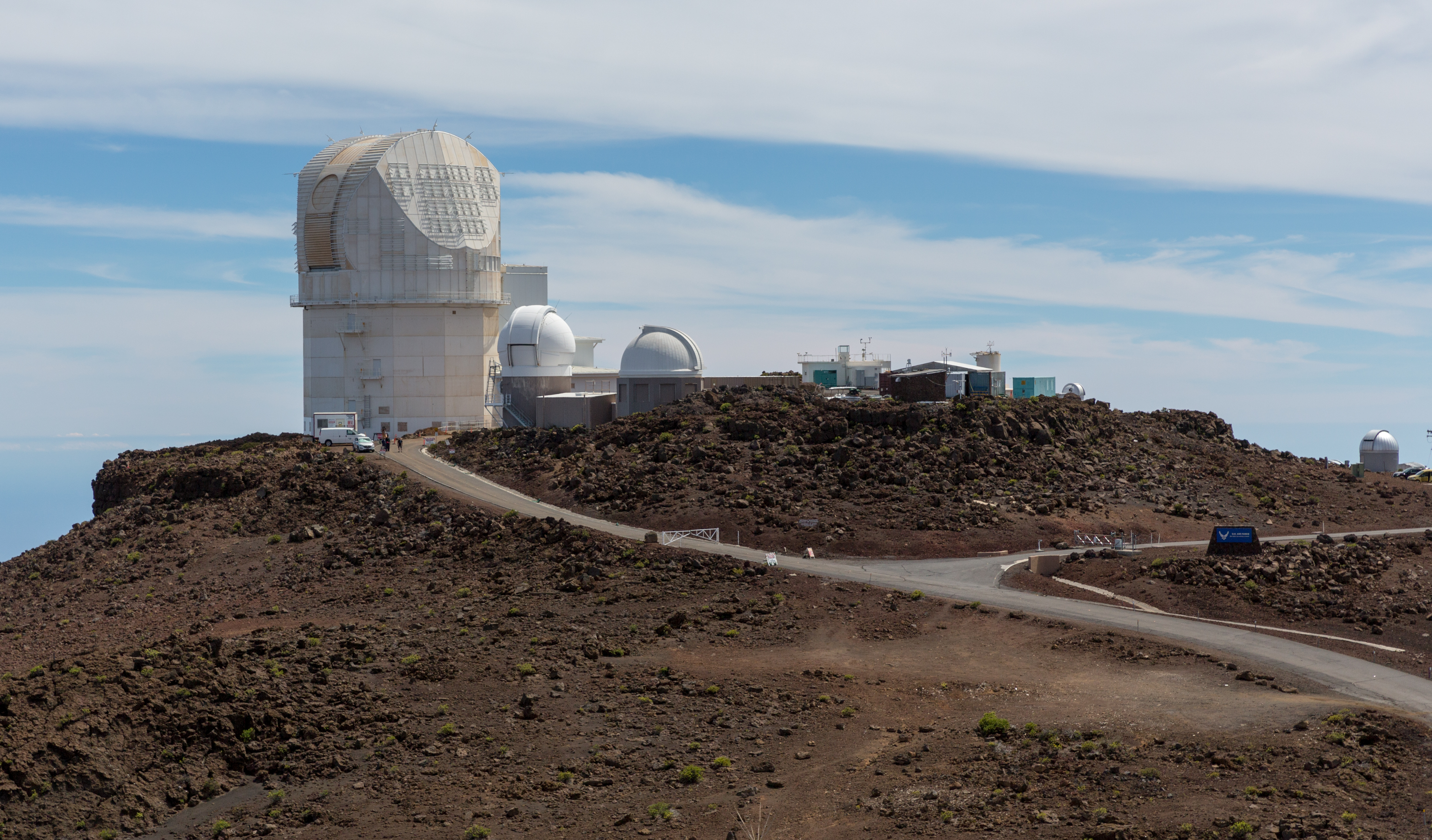

Сонячний телескоп імені Денієла Іноуї (англ. The Daniel K. Inouye Solar Telescope, DKIST) — це наукова установа для вивчення Сонця в обсерваторії Халеакала на гавайському острові Мауї. Відомий як Advanced Technology Solar Telescope (ATST) до 2013 року, він був названий на честь Денієла Іноуї, сенатора США від Гаваїв. Це найбільший у світі сонячний телескоп з 4-метровою апертурою. DKIST фінансується Національним науковим фондом і керується Національною сонячною обсерваторією. Загальна вартість проекту становить 344,13 млн доларів США. Це співпраця багатьох дослідницьких установ. Деякі тестові зображення були опубліковані в січні 2020 року. Про завершення будівництва та перехід до наукових спостережень було оголошено в листопаді 2021 року.
DKIST може спостерігати за Сонцем у видимому та близькому до інфрачервоного діапазонів і має 4,24-метрове головне дзеркало у позаосьовій григоріанській конфігурації, яке забезпечує 4-метрову чітку безперешкодну апертуру. Адаптивна оптика коригує атмосферні спотворення та розмиття сонячного зображення, що дає змогу з високою роздільною здатністю спостерігати за елементами Сонця на відстані до 20 км (12 миль). Позаосьовий, чіткий дизайн діафрагми дозволяє уникнути центральної перешкоди, зводячи до мінімуму розсіяне світло. Це також спрощує роботу адаптивної оптики та цифрової реконструкції зображень, наприклад спекл-зображення.
Місце на вулкані Халеакала було обрано через ясну денну погоду та сприятливі атмосферні умови.
Він почав свої перші наукові спостереження 23 лютого 2022 року, сигналізуючи про початок річної фази введення в експлуатацію.

## Будівництво
Контракт на будівництво телескопа було укладено в 2010 році, тоді планувалося завершити будівництво в 2017 році. Фізичне будівництво на майданчику DKIST почалося в січні 2013 року, а робота над корпусом телескопа була завершена у вересні 2013 року.
Основне дзеркало було доставлено на місце в ніч з 1 на 2 серпня 2017 року, а завершений телескоп надав зображення сонця з безпрецедентною детальністю в грудні 2019 року. Додаткові інструменти для вимірювання магнітного поля Сонця повинні були бути додані в першій половині 2020 року. Про завершення будівництва та перехід до робочої фази з першими науковими спостереженнями було оголошено 22 листопада 2021 року. На той час телескоп створювався понад 25 років (включаючи попередній проект тощо, а не лише будівлю).

## Будова телескопа

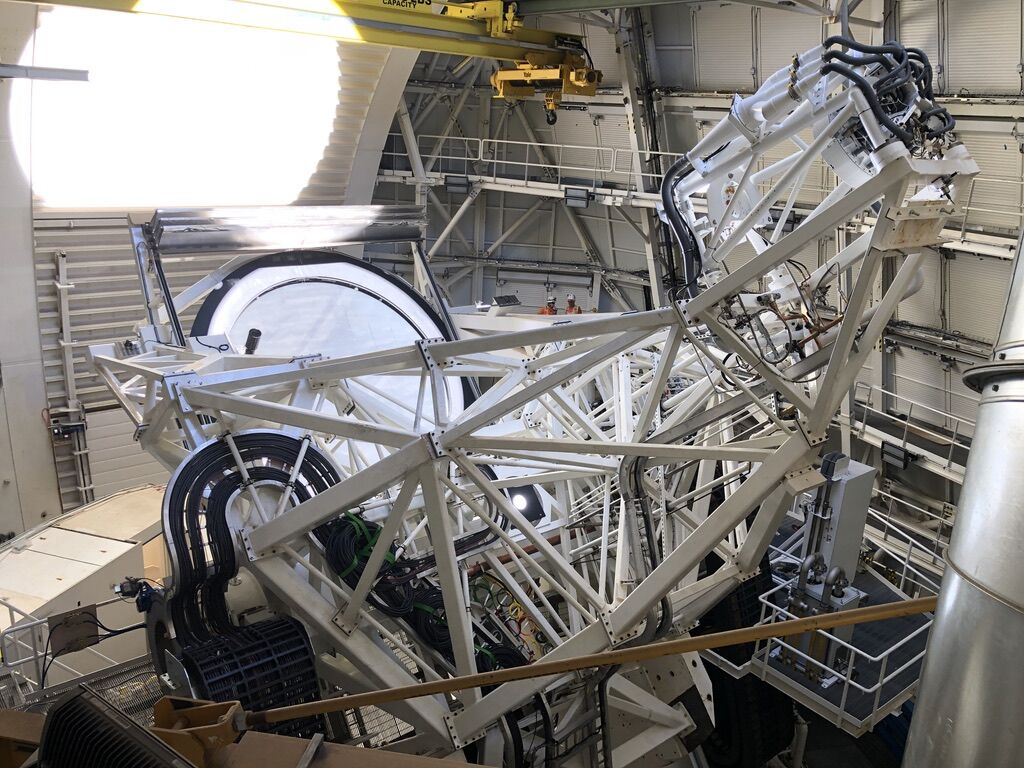
Збірка кріплення телескопа з його великим 4-метровим головним дзеркалом

Основне дзеркало f/2 товщиною 75 мм має діаметр 4,24 метри із зовнішнім 12-сантиметровим маскуванням, залишаючи 4-метрову позаосьову ділянку 12-метрового діаметра, увігнутий параболоїд f/0,67. Він був відлитий із Zerodur компанією Schott AG і відполірований у дзеркальній лабораторії Річарда Ф. Керіса Університету Аризони та алюмінізований на підприємстві для нанесення дзеркального покриття AMOS.
0,65-метрове вторинне дзеркало, увігнутий еліпсоїд із фокусною відстанню 1 метр, виготовлено з карбіду кремнію та встановлено на шестиподі для компенсації теплового розширення та вигину конструкції телескопа, утримуючи дзеркало в оптимальному положенні.

## Адаптивна та активна оптика
Одним із ключових компонентів DKIST є адаптивна та активна оптична система, яка відповідає за виправлення спотворень зображень телескопа, спричинених земною атмосферою. Ці спотворення, відомі як «бачення», можуть бути спричинені градієнтами температури та іншими факторами в атмосфері та можуть значно погіршити якість зображень телескопа.
Адаптивна оптична система DKIST використовує здатне деформоваись дзеркало, яке можна регулювати в режимі реального часу для виправлення атмосферних спотворень. Система також включає в себе датчик хвильового фронту, який вимірює спотворення у вхідному світлі та передає цю інформацію назад до деформованого дзеркала для внесення необхідних коригувань.
Активна оптична система, з іншого боку, відповідає за підтримку фокусування телескопа та вирівнювання. Він використовує мережу датчиків і приводів для постійного моніторингу та регулювання положення дзеркал телескопа, гарантуючи, що вони залишаються належним чином вирівняними та сфокусованими.
Разом адаптивна та активна оптичні системи дозволяють DKIST створювати зображення сонця з найвищою роздільною здатністю, які будь-коли зроблені. Ці зображення можна використовувати для більш детального вивчення поверхні та атмосфери Сонця, допомагаючи вченим краще зрозуміти процеси, які керують сонячною активністю та космічною погодою.

## Прилади

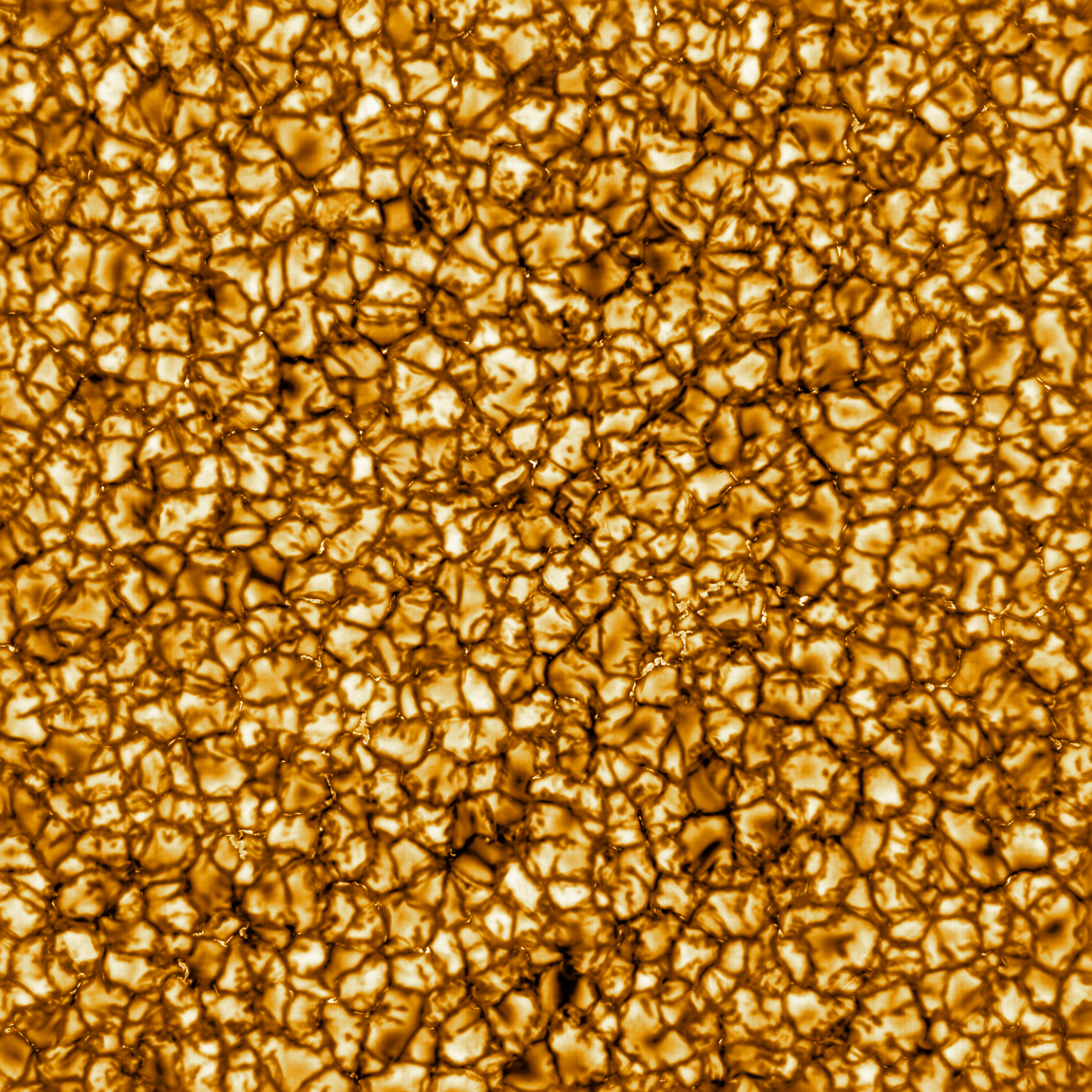
Зображення поверхні Сонця з високою роздільністю, зроблене DKIST

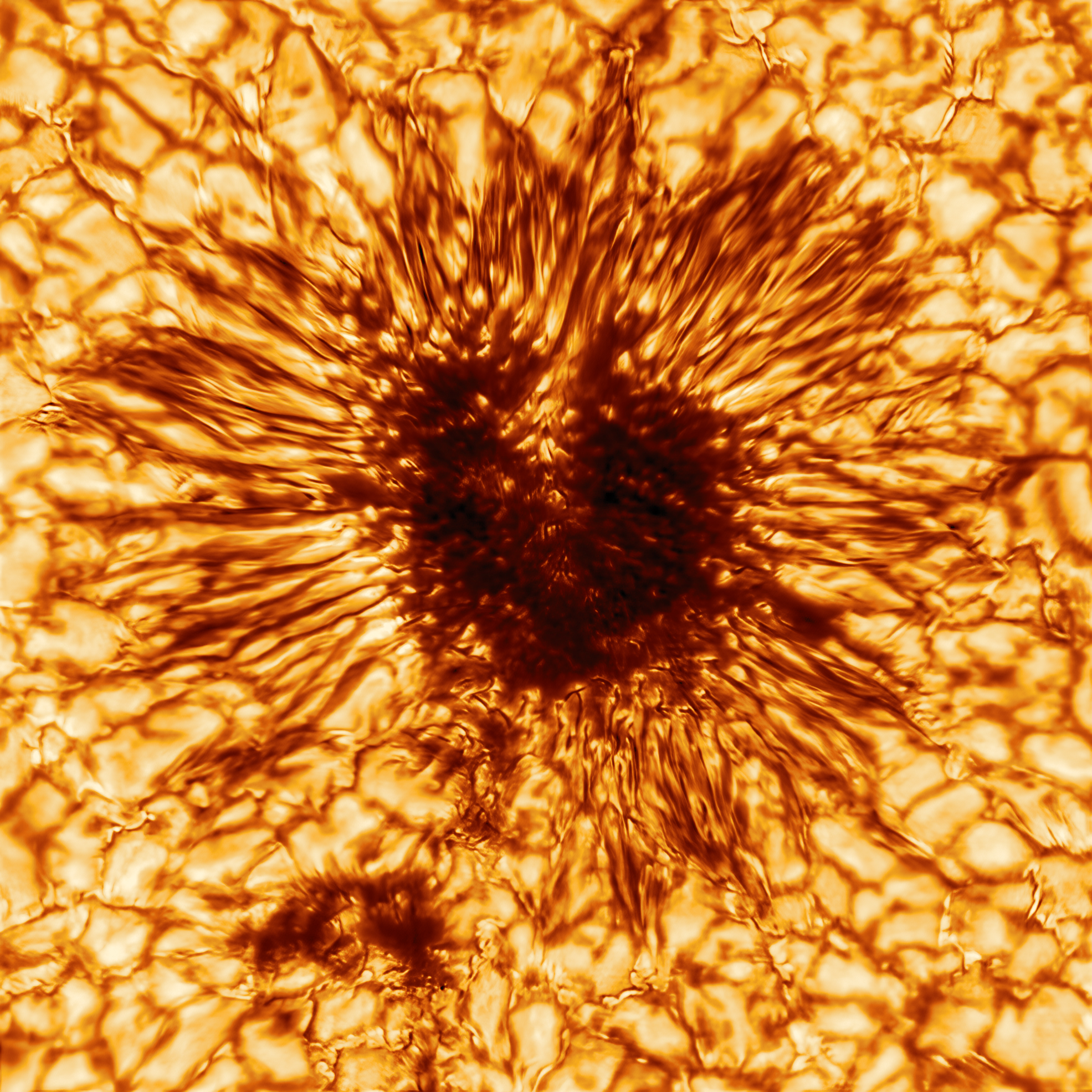
Зображення сонячної плями з високою роздільністю, зроблене DKIST

DKIST у першому поколінні оснащений п’яти приладами.

### Visible Broadband Imager (VBI)
VBI — це двоканальний фільтр-фільтр із обмеженою дифракцією, кожен із яких складається з інтерференційного фільтра та цифрової наукової сенсорної камери CMOS, яка знімає зображення Сонця. Кожна камера має роздільну здатність 4k×4k пікселів. Інтерференційні фільтри працюють як смуговий фільтр, який пропускає лише вибраний діапазон довжин хвиль (тобто колір) сонячного світла. Чотири різні фільтри перешкод доступні в кожному каналі, які встановлені в моторизованому швидкозмінному колесі фільтра.
Синій канал VBI (поле зору 45 дюймів)
- 393,327 нм, FWHM: 0,101 нм (спектральна лінія Ca II K, темно-фіолетова)
- 430,520 нм, FWHM: 0,437 нм (G-діапазон, фіолетовий)
- 450,287 нм, FWHM: 0,41 нм (синій континуум)
- 486,139 нм, FWHM: 0,0464 нм (спектральна лінія Н-бета, бірюза)

Червоний канал VBI (поле зору 69 дюймів)
- 656,282 нм, FWHM: 0,049 нм (H-альфа спектральна лінія, світло-червоний)
- 668,423 нм, FWHM: 0,442 нм (червоний континуум)
- 705,839 нм, FWHM: 0,578 нм (спектральна лінія оксиду титану(II) (TiO), темно-червона)
- 789,186 нм, FWHM: 0,356 нм (спектральна лінія Fe XI)

Серія зображень для кожної довжини хвилі записується з високою частотою кадрів (30 кадрів/с), цифрово аналізується та формується в єдине чітке зображення (спекл-реконструкція).
VBI виготовлено Національною сонячною обсерваторією.

### Visible Spectro-Polarimeter (ViSP)
Поляриметр ViSP виготовляється High Altitude Observatory.

### Visible Tunable Filter (VTF)
VTF виготовляється Kiepenheuer-Institut für Sonnenphysik.

### Diffraction-Limited Near-InfraRed Spectro-Polarimeter (DL-NIRSP)
DL-NIRSP — інтегральний польовий спектрограф на основі дифракційної ґратки зі спектральною роздільною здатністю R=250000. DL-NIRSP виготовлено Інститутом астрономії (IfA) Гавайського університету.

### Cryogenic Near-InfraRed Spectro-Polarimeter (Cryo-NIRSP)
Cryo-NIRSP виготовляється Інститутом астрономії (IfA) Гавайського університету.

## Виноски
1. 1 2 3 4 5  Frequently Asked Questions - Daniel K. Inouye Solar Telescope
2. ↑  Cryo-NIRSP Instrument Description
3. ↑  Solar Telescope Named for Late Senator Inouye. National Solar Observatory. 16 грудня 2013. Процитовано 21 жовтня 2015.
4. ↑  Witze, A. (29 січня 2020). World's most powerful solar telescope is up and running. Nature. doi:10.1038/d41586-020-00224-z. S2CID 213261911.
5. 1 2  Hannah Devlin (29 січня 2020). Telescope captures most detailed pictures yet of the sun. The Guardian.
6. ↑  NSF FY2019 Report (PDF). National Science Foundation. 2019. Процитовано 16 грудня 2022.
7. ↑  Crockett, C. (29 січня 2020). These are the most detailed images of the sun ever taken. Science News. Процитовано 30 січня 2020.
8. 1 2  @NatSolarObs (22 листопада 2021). Great job, team! (Твіт). Процитовано 24 листопада 2021 — через Твіттер.
9. ↑  Raftery, Claire (18 грудня 2019). Why Build the Inouye Solar Telescope on Haleakalā. NSO - National Solar Observatory (амер.). Процитовано 24 грудня 2022.
10. ↑  U.S. NSF’s Daniel K. Inouye Solar Telescope Begins Science Operations Commissioning Phase
11. ↑  NSF Selects NSO to Build World's Largest Solar Telescope (Пресреліз). SpaceRef. 22 січня 2010. Процитовано 16 березня 2017.{{cite press release}}:  Обслуговування CS1: Сторінки з параметром url-status, але без параметра archive-url (посилання)
12. ↑  Building the DKIST – Image Gallery. dkist.nso.edu. Архів оригіналу за 13 вересня 2014. Процитовано 22 серпня 2015. [Архівовано 2014-09-13 у Wayback Machine.]
13. ↑  Durand, Pierrot (21 вересня 2013), Work on Dome Completed, say Spanish Companies, French Tribune, процитовано 26 вересня 2013. (Note that the illustration accompanying the article is a 2012 artist’s rendering of the Thirty Meter Telescope calotte dome, and looks nothing like the actual ATST enclosure.)
14. ↑  Primary mirror delivered to Daniel K. Inouye Solar Telescope (Пресреліз). National Science Foundation. 3 серпня 2017. News Release 17-072.
15. ↑  Communications, University Relations- (11 грудня 2015). UA Completes Primary Mirror for Advanced Solar Telescope. UANews (англ.). Процитовано 4 лютого 2020.
16. ↑  DKIST M1 Mirror Successfully Aluminized. NSO - National Solar Observatory (амер.). 4 червня 2018. Процитовано 4 лютого 2020.
17. 1 2 3  2.0 Wavefront Correction | DKIST. dkist.nso.edu. Архів оригіналу за 24 грудня 2022. Процитовано 24 грудня 2022. [Архівовано 2022-12-24 у Wayback Machine.]
18. ↑  Johnson, Luke C.; Johansson, Erik; Marino, José; Richards, Kit; Rimmele, Thomas; Wang, Iris; Woeger, Friedrich (15 грудня 2020). First light with adaptive optics: the performance of the DKIST high-order adaptive optics. Adaptive Optics Systems VII. SPIE. doi:10.1117/12.2563427.
19. ↑  Howell, Elizabeth (1 березня 2022). Massive solar telescope starts science observations. Space.com (англ.). Процитовано 24 грудня 2022.
20. ↑  This is the highest-resolution photo of the sun ever taken. MIT Technology Review (англ.). Процитовано 24 грудня 2022.
21. ↑  Solar telescope releases first image of a sunspot. phys.org (англ.). Процитовано 6 грудня 2020.
22. ↑  DKIST Instruments. NSO - National Solar Observatory (амер.). Процитовано 4 лютого 2020.